# Henry M. Jackson (U-Boot)
Die USS Henry M. Jackson (SSBN-730) ist ein Atom-U-Boot der United States Navy und gehört der Ohio-Klasse an. Als Ship Submersible Ballistic Nuclear führt sie 24 Interkontinentalraketen mit.

## Geschichte
Der Bauauftrag für SSBN-730 erging am 6. Juni 1977 an die Werft Electric Boat. Im Trockendock von EB in Groton, Connecticut wurde das U-Boot 1981 auf Stapel gelegt. Zu dieser Zeit war als Name USS Rhode Island vorgesehen. Als am 1. September 1983, nur wenige Tage vor Stapellauf und Taufe, jedoch der Senator Henry M. Jackson starb, ein Förderer der Marine, wurde der vorgesehene Name geändert und das Boot auf den Namen USS Henry M. Jackson getauft. Die Taufe des eigentlichen Namens USS Rhode Island sollte Mrs. William French Smith vornehmen. Durch die Namensänderung taufte die Tochter von Henry Martin Jackson, Miss Anna Marie Jackson, das U-Boot. Damit ist es die einzige Einheit der Ohio-Klasse, die nicht nach einem US-Bundesstaat benannt wurde. 
Die Henry M. Jackson wurde 1984 bei der United States Navy in Dienst gestellt. Die ersten Kommandanten waren, für die Blue Crew Captain Ralph L. Tindal und für die Gold Crew Captain Mike A. Farmer. Seitdem fährt die Jackson mit Interkontinentalraketen Patrouillen zur Abschreckung. Bekannt wurde ein Zwischenfall mit der Henry M. Jackson: Sie kollidierte 1987 mit einem Fischerboot, woraufhin die Navy Entschädigungen in Höhe von ca. 25.000 Dollar zahlen musste.